# Aas
Aas je priimek več znanih oseb:
- Einar Jan Aas (*1955), norveški nogometaš
- Nils Aas (1933—2004), norveški kipar in ilustrator
- Roald Aas (1928—2012), norveški hitrostni drsalec